# 聖エウスタキウスの幻視
『聖エウスタキウスの幻視』（せいエウスタキウスのげんし、伊:Visione di sant'Eustachio）は、現在ロンドンのナショナル・ギャラリーに所蔵されている、イタリアの初期ルネサンスの巨匠、ピサネッロによる板上のテンペラ画。制作年は不明であり、さまざまな学者によってピサネッロの画業のさまざまな時期に帰属されているが、ナショナル・ギャラリーのウェブサイトは現在「1438-1442年ごろ」としている。

## 概要
本作は、黄金伝説で説明されているように、牡鹿の前の聖エウスタキウスを描いている。伝説によると、聖エウスタキウスは、ある日、狩猟中に牡鹿の角の間にキリストの磔刑像を見て、キリスト教に改宗したという。聖フベルトゥスについても同様の話があるが、この人物が聖エウスタキウスであると特定されたのは、ピサネッロがヴェローナのサンタナスタジーア教会で聖エウスタキウスを描いたという事実に基づいている。この時期のイタリア美術における聖フベルトゥスの描写もまた、ありそうもないことである。
聖エウスタキウスは、金色のチュニックと青い頭飾りを身に着けている、最高の宮廷ファッションをした猟師の姿で描かれている。したがって、依頼者は礼拝用として絵画を賞賛するだけでなく、貴族的な狩猟の娯楽と騎士道にも共感する機会を与えられた。しかし、作品の依頼者は不明である。提唱された依頼者には、ゴンザーガ家とフィリッポ・マリア・ヴィスコンティが含まれている。狩猟の愛好者であった レオネッロ、またはボルソ・デステの名も挙げられている。聖人は、依頼者の横顔の肖像を表しているのかもしれない。
狩猟の場面を描くことにより、ピサネッロは動物や鳥を自然主義的であると同時に、装飾的な方法で描写するという見事な技術を発揮することができた。それらの動物や鳥たちの素描は、疑いもなく見本帳にあるものが使用された。動物はさまざまな尺度で描かれ、ネーデルラントのタペストリーに見られるものと同じように、「上方に伸びていく」風景の周りに散らばっている。風景の構造は、ガストン・フービュス著の規範的な『狩猟の本』など写本狩猟論にある彩色装飾にも精通していることを示している。
絵画の前景にある空白の巻物の意味は不明である。それが文字を記していたことを示唆する証拠はない。その本来の意図は、キリストの言葉を聖エウスタキウスに伝えること、または聖エウスタキウスによって提供された標語を伝えることであったのかもしれない。しかし、空白の巻物は図像に比べて言葉の過剰さを示すように意図されており、したがって、詩と芸術の相対的な長所に関する同時代のヒューマニストの議論を参照していることが提唱されている。
過去の歴史で、『聖エウスタキウスの幻視』は大幅に描き直され、修正されており、本来は縦がもっと長かった（上部が切断されている）。黒い下塗りと孔雀石の使用により、風景は暗くなっている。チュニックと馬具の金箔には、さらに金箔が重ねられている。クマのようないくつかの動物は完全に描き直されている。しかし、聖人の帽子と顔はよく保存されており、馬具、狩猟用角笛、拍車に存在する「パスティリア」（細部の装飾のための石膏の浅浮彫）はオリジナルのものである。
本作は1895年にナショナル・ギャラリーによって購入され、「NG 1436」として目録化され、現在55号室に展示されている。